# 추일승
추일승(1963년 1월 31일 ~ )은 대한민국의 前 농구선수이자,현재 대한민국 농구 국가대표팀 감독이다.

## 출신 학교
- 홍익대학교 사범대학 부속고등학교
- 홍익대학교
- 한국체육대학교

## 선수 시절
현재는 해체된 홍익대학교의 포워드로 활약했다.

## 지도자 시절
부상으로 기아자동차에서 은퇴 이후 1988년부터 1997년까지 기아자동차 농구단 및 프로농구 기아 엔터프라이즈의 초대 매니저로 당시 최인선 감독과 박인규 코치 그리고 유재학과 김유택 그리고 허재와 강동희 그리고 김영만이 포함된 선수단을 지원했다. 1997년 박광호 감독과 김진 코치가 동양 오리온스의 창단 코칭스테프로 가게되면서 공석이 된 상무 농구단의 감독이 되었다. 그러던 중 삼성전자에서 활약했던 서동철을 코치로 두게 된다.
2003년 인수난에 시달렸던 코리아텐터 맥스텐을 삼성전자 출신이었던 이상윤 감독이 SK 나이츠 감독으로 부임하게 되면서 후임 감독을 맡게 된다. 이후 코리아텐더 맥스텐은 KTF 매직윙스에 인수되면서 KTF-kt 통합 초대 감독으로 부임하면서 프로농구 사령탑에 부임하게 된다. 재임 중 꾸준한 리빌딩을 통해 3년 연속 플레이오프 포함 2006-2007 시즌 정규리그 3위와 파이널 진출과 함께 지도력을 인정받게 된다. 하지만, 2년간의 성적부진과 KTF-kt의 합병에 의해 전창진에게 감독직을 내주게 된다.
방송해설과 농구연구를 하던 중 2011년 고양 오리온스의 감독으로 부임해서 팀의 연고이전과 함께 리빌딩을 하게 된다. 2012-2013 시즌 연고이전 이후 오리온스의 플레이오프를 이끌었고 2014-2015 시즌까지 3년 연속 6강을 이끌었다. 2015-2016 시즌에는 고양 오리온 오리온스의 14년만에 플레이오프 우승을 이끌면서 명장의 반열에 오르게 된다. 2016-2017 시즌 정규리그 2위와 2018-2019 시즌 10연패 사상 첫 플레이오프 6강 진출이라는 저력을 만들어내게 된다. 하지만, 2019-2020 시즌 성적부진으로 인해 자진사퇴를 하게 되었고 자신이 물려줄려는 김병철 수석코치 대신 강을준 감독에게 지휘봉을 내주게 된다.
이후 2021년 김상식 감독과 조상현 감독의 후임으로 대한민국농구대표팀의 감독으로 부임하게 된다.
하지만, 2022 항저우 아시안게임에서 부진한 모습을 보이면서 쓸쓸히 대표팀 감독직을 내려놓게 되었다.

## 스포츠 해설가 경력
2009년부터 2011년까지 MBC 스포츠플러스 농구해설위원으로 활약했고 2021년부터 2022년까지 SPOTV 농구해설위원으로 활약을 했다.

## 농구저서
* WINNING DEFENSE (2001년, 델 해리스의 번역본)
* MAN TO MAN DEFENSE (수비는 승리를 부른다) (2009년, 본인 직접 영어 번역)
* 심장을 뛰게하라 (추일승 농구 에세이) (2016년, 오리온 감독 재임 중 본인 직접 저서)